# Faro de Columbretes
El faro de Columbretes es un faro situado al norte de la más grande de las islas Columbretes, 30 millas al este del cabo de Oropesa, en la localidad de Oropesa del Mar, en la provincia de Castellón, Comunidad Valenciana, España. Se creó en 1856, y su linterna se renovó en 1929 y en 2020. El faro es gestionado en remoto por la autoridad portuaria de Castellón de la Plana.

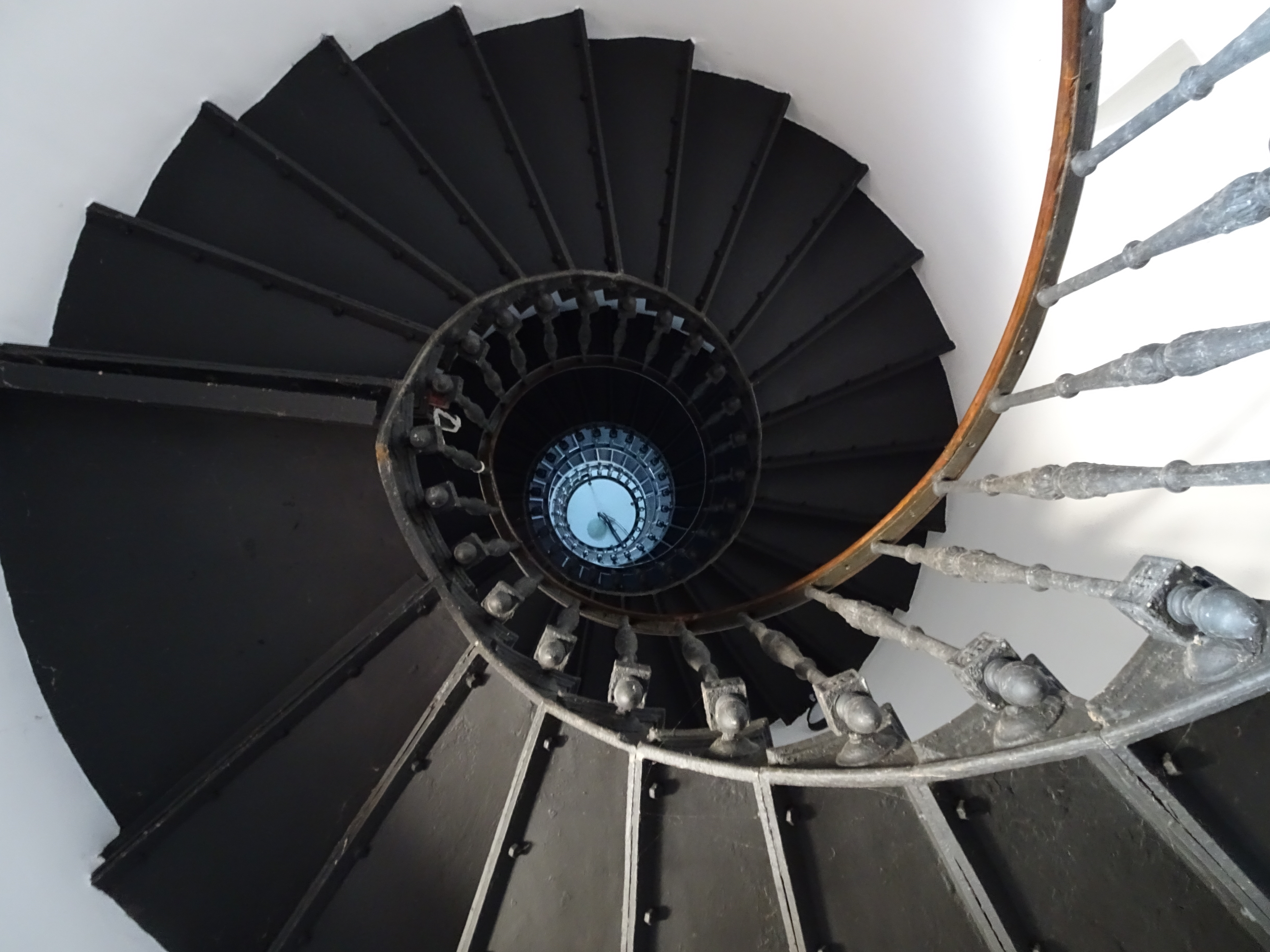
Escalera de caracol en el centro del faro

Las islas son parte del parque natural y marino de las islas Columbretes.